# Málkov (Přimda)
Málkov (deutsch Molgau) ist ein Ortsteil der Stadt Přimda (Pfraumberg) in Tschechien. Es liegt drei Kilometer südlich von Přimda (Pfraumberg) und gehört zum Okres Tachov (Bezirk Tachau).

## Geschichte
Die erste Nennung von „Molkhau“ erfolgte im Jahr 1436 mit den zu Bělá nad Radbuzou (Weißensulz) gehörenden Chodendörfern. 1596 wurde das Dorf von Christoph Ritschel zusammen mit Třískolupy (Drißgloben) gekauft. 1788 hatte der Ort 26 Häuser.
Nach der Aufhebung der Patrimonialherrschaften bildete Molgau/Malkov ab 1850 mit dem Ortsteil Sankt Apollonia eine Gemeinde im Gerichtsbezirk Pfraumberg und Pilsner Kreis. Ab 1868 gehörte die Gemeinde zum Bezirk Tachau. Der tschechische Ortsname Málkov wurde 1924 eingeführt. 1930 wurden im Dorf Molgau 126 Einwohner in 31 Häusern gezählt, die Gemeinde hatte 162 Einwohner. Zu Molgau gehörte zudem das südwestlich vom Ort gelegene Dorf Sankt Apollonia mit seiner  Wallfahrtskirche.
Málkov (Molgau) gehörte bis zum Ende des Ersten Weltkriegs 1918 zum Königreich Böhmen als Teil Österreich-Ungarns. Nach dem Zerfall der Doppelmonarchie gehörte es zur Tschechoslowakei. Im Münchner Abkommen wurde der Ort dem Deutschen Reich zugeschlagen und gehörte bis 1945 zum Landkreis Tachau im sogenannten Sudetenland.
Im Jahre 1939 lebten in der Gemeinde 141 Personen. Bei Kriegsende kam es in Málkov am 1. Mai 1945 zu einem Gefecht zwischen der US Army und einer Einheit der Wehrmacht, bei dem acht deutsche Soldaten fielen. Diese konnten im Jahre 2013 vom Volksbund Deutsche Kriegsgräberfürsorge exhumiert und in die Kriegsgräberstätte Cheb (Eger) umgebettet werden.
Nach dem II. Weltkrieg 1945 wurden, auf der Basis der Beneš-Dekrete, die deutschen Einwohner vertrieben parallel dazu wurde der Ort mit tschechischen Neubürgern aus anderen Landesteilen besiedelt.
1948 erfolgte die Eingemeindung nach Přimda (Pfraumberg). 1991 hatte der Ort sieben Einwohner. Im Jahre 2001 bestand das Dorf aus 5 Wohnhäusern, in denen sechs Menschen lebten.

## Kirche
Molgau gehörte kirchlich zu Pfraumberg, besaß jedoch die St. Apollonia-Kirche im gleichlautenden Ortsteil.